# بیرن شرودر
بیرن شرودر (انگلیسی: Björn Schröder؛ زادهٔ ۲۷ اکتبر ۱۹۸۰) دوچرخه‌سوار اهل آلمان است.